# Gran Iglesia del Palacio de Invierno
La Gran Iglesia del Palacio de Invierno es la iglesia natal de la familia imperial rusa, ubicada en la residencia principal de los emperadores de toda Rusia: el Palacio de Invierno en San Petersburgo. Tras la abdicación de Nicolás II, a partir de julio de 1917 fue nacionalizado por el Gobierno Provisional junto con el resto del palacio; fue una de las salas del Hermitage estatal, abierta al público en 1917. Esta iglesia es una de las pocas salas en las que, después del incendio de 1837, el arquitecto V.P. Stasov en 1839 renovó los interiores del rococó original, diseñado por el creador del cuarto Palacio de Invierno, Francesco Bartolomeo Rastrelli.

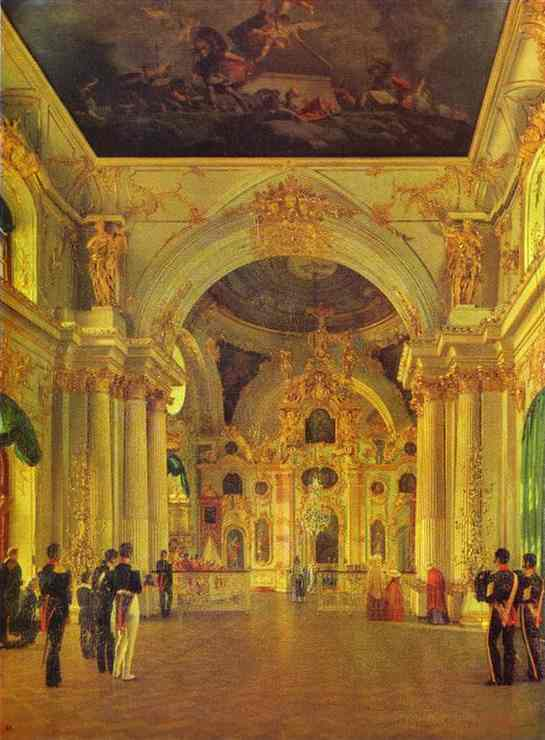
A. V. Tiranov. Vista de la Gran Iglesia del Palacio de Invierno, 1829.

Está ubicada en la parte sureste del segundo piso del Palacio de Invierno, aproximadamente en el mismo lugar donde antes del incendio de 1837 había se encontraba la iglesia del palacio de Anna Ioannovna, fundada el 14 de octubre y consagrada el 19 de octubre de 1735 por el arzobispo Feofan Prokopovich. En el momento de su construcción, Rastrelli aún no había finalizado el plan global el nuevo Palacio de Invierno de Isabel Petrovna.

## Historia
En enero de 1756, Eiger comenzó a hacer un modelo de madera de la cúpula. La decoración del interior no comenzó hasta unos años más tarde: Rastrelli presentó un dibujo aprobado para la “decoración pictórica y de estuco” de la iglesia en 1759  .
Según su decisión, no se correspondía ni con el antiguo esquema de cúpulas cruzadas en cruz griega ni con el tipo de basílica del templo. El arquitecto crea un único interior similar a un salón de palacio. Los pilones abovedados conectados al macizo de la pared dividen la sala en partes de refectorio, cúpula y altar . Rastrelli diseñó cuidadosamente los detalles menores de la decoración: para una ventana de iglesia ovalada, no solo hizo un boceto de la carcasa exterior, sino también un dibujo de una encuadernación con detalles tallados. Saturó el iconostasio con la misma decoración del resto de la iglesia. La talla y la pintura se fusionan aquí con la pintura y el moldeado de las velas de la pared, y un arco de circunferencia sobre el altar completa con éxito toda la composición.
Las cúpulas fueron pintadas por los italianos K. Zucchi y F. Martini, la parte del altar - D. veneroni; moldura - j. B. Jani. Los evangelistas en velas y el plafón "La Resurrección de Cristo" en el vestíbulo fueron pintados por F. Fontebasso . El iconostasio de tres niveles, el vestíbulo y el púlpito según los bocetos de Rastrelli fueron realizados por talladores I. Dunker y L. Rollán. Los iconos para el iconostasio fueron realizados por I. Y. Belsky con hermanos y yo. YO SOY. Vishnyakov .
El 6 de abril de 1762 el arzobispo Dimitry (Sechenov) de Novgorod consagró el nuevo edificio del palacio, la decoración de la iglesia aún no se había completado, en su lugar consagró una iglesia temporal en nombre de la Resurrección. de Cristo (Iglesia de la Resurrección). La consagración de esta iglesia permanente en nombre de la Imagen del Salvador no hecha a mano se llevó a cabo el 12 de julio de 1763 por el arzobispo Gabriel de San Petersburgo .

### Recreación de Stasov

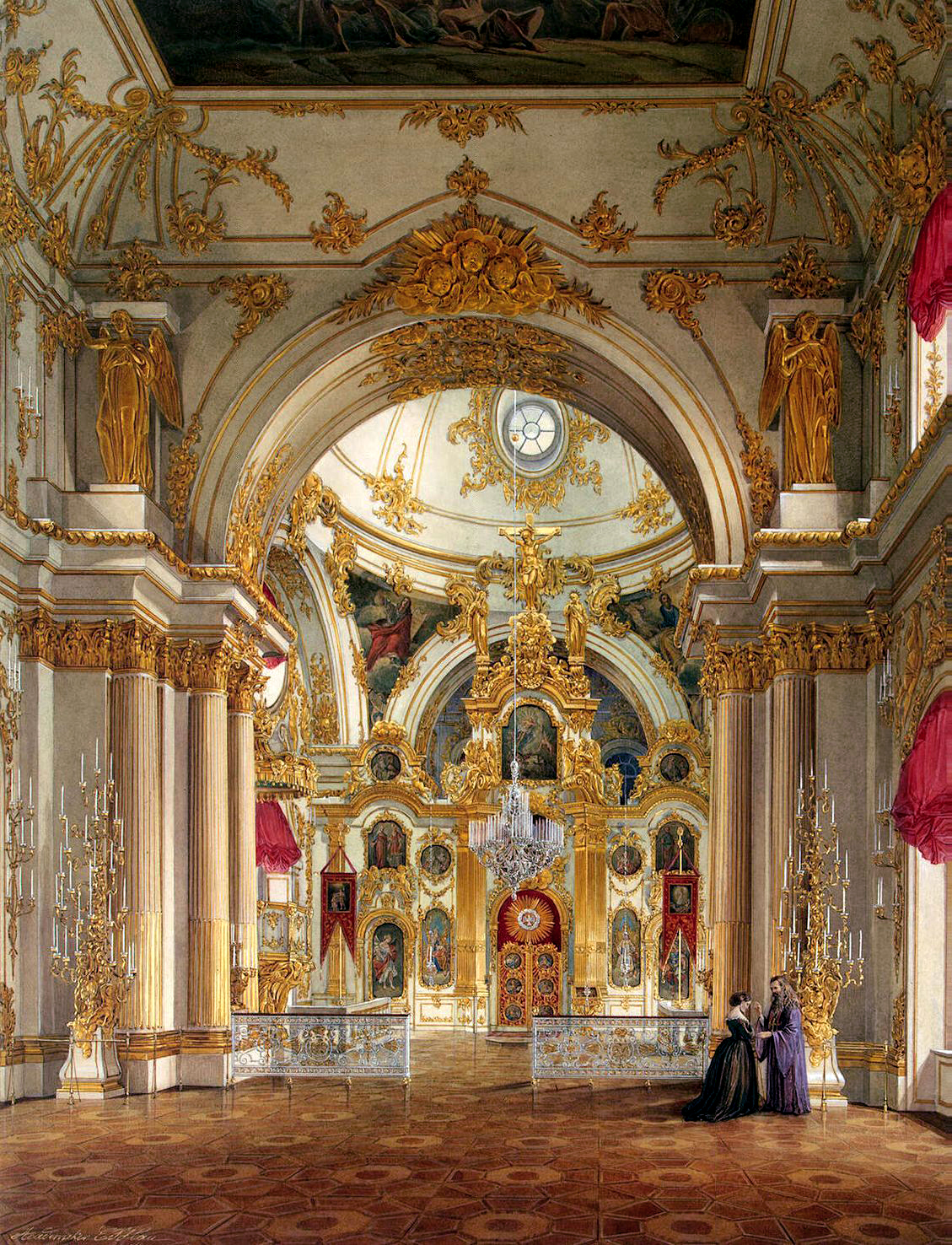
Eduardo Gua. Gran Iglesia del Palacio de Invierno, 1866.

Después del catastrófico incendio de 1837, el arquitecto Vasily Stasov se esforzó por restaurar la iglesia de la familia imperial "con posible precisión <...> en su forma anterior", aunque se necesitaron pocos dibujos para ello. Esta vez, una parte importante de la decoración no fue de madera, sino de papel maché . Los escultores D. Aj y Y. Streichenberg; cariátides y estatuas fueron esculpidas por Vasily Demut-Malinovsky y P. v Svintsov, y las figuras de ángeles que representan el Antiguo y Nuevo Testamento - Alexander Terebenev .
El iconostasio, el dosel y el púlpito dorados fueron tallados según los dibujos del arquitecto por el maestro P. Cretense. Algunos de los íconos guardados durante el incendio regresaron a sus lugares. La pintura en el plafón fue retomada por Pyotr Basin, los evangelistas sobre velas fueron pintados por Fyodor Bruni, pintura "bajo modelado" - P. Médici. Debajo de la cúpula, el antiguo candelabro de plata fue erigido, complementado y reparado por J. Barandilla.
Fue consagrado el 25 de marzo de 1839. La ceremonia fue conducida por el metropolitano Filaret (Drozdov) de Moscú en presencia de la familia del emperador Nicolás .
Las Puertas Reales, junto con seis pintorescos medallones (iconos), sobrevivieron al incendio de 1837. Fueron rescatados y tras la restauración del palacio fueron devueltos a su lugar en el iconostasio renovado.
Después de 1917 se convirtió en un almacén de muebles del palacio. En 1939, se decidió abrir una exposición permanente de porcelana de Europa occidental en la Gran Iglesia. Para aumentar el área de exposición, el Departamento de Protección de Monumentos permitió que el Hermitage "retirara todo lo posible de la iglesia" con la condición de una cuidadosa fijación fotográfica, mediciones y preservación de detalles individuales. Seis medallones pintorescos de las Puertas Reales se enviaron primero al Depósito Central del Fondo del Museo, luego se devolvieron al Hermitage, y las alas con el "Sol" estuvieron durante mucho tiempo en el ático de la iglesia cerrada del Icono de Smolensk de la Madre de Dios . En 1988 fueron trasladados a la iglesia de San Elías en Porokhovykh, que estaba siendo revivida, donde, después de la restauración, fueron colocados en la barrera del altar de la capilla principal. El "sol" permaneció en el iconostasio de la iglesia de Smolensk  .

## Descripción
Según su estatus, la Gran Iglesia del Palacio de Invierno es la iglesia doméstica de la familia imperial. Los miembros de la familia real solían rezar en la sala de oración, situada detrás del altar. Como en todas las demás iglesias domésticas ubicadas en el lugar de residencia de sus propietarios, no se permitía la entrada de personas ajenas a esta iglesia. Una excepción parcial fue la fiesta patronal, cuando el zar invitó a algunos cortesanos de la lista a sacar el icono principal del templo.
En la fiesta de la transferencia de los santuarios malteses, el 25 de octubre, hubo un servicio divino solemne con la conmemoración de Pablo I. El mismo servicio divino en presencia del emperador y los caballeros de la Orden de San Jorge se realizó el día de San Jorge, 26 de noviembre.
A finales del siglo XIX se construyó en la cubierta del palacio una espadaña con cinco campanas, que fueron levantadas por el arcipreste A. UNA. Israel .
El último rector de la iglesia y al mismo tiempo a cargo del clero de la corte fue el protopresbítero Alexander Dernov, quien fue designado para este cargo en 1915  .

## Reliquias
Había reliquias ortodoxas especialmente veneradas. En la sala de oración del altar se colocó una imagen, escrita en 1693 por Theodot Ukhtomsky, decorada con una riza de oro con diamantes. Más tarde, aquí se trasladaron los santuarios obsequiados a Pablo I por la Orden de Malta el 25 de octubre de 1799 en el Palacio del Priorato en Gatchina: la mano derecha de Juan Bautista, el antiguo icono de Philermo de la Madre de Dios (escrito, según la leyenda, por el evangelista Lucas ), ahora en Cetiña (Montenegro), y un arca dorada con una parte de la túnica del Señor . En honor a la adquisición de estas reliquias , el Santo Sínodo Gobernante estableció una nueva festividad eclesiástica " Transferencia de Malta a Gatchina de una parte del árbol de la Cruz del Señor que da vida, el Icono de Philermo de la Madre de Dios y el diestra de San Juan Bautista ”, celebrada  desde 1800. Desde 1852, el día de la fiesta, los santuarios fueron trasladados durante un mes desde el Palacio de Invierno a la Catedral de Pavlovsk en Gatchina.

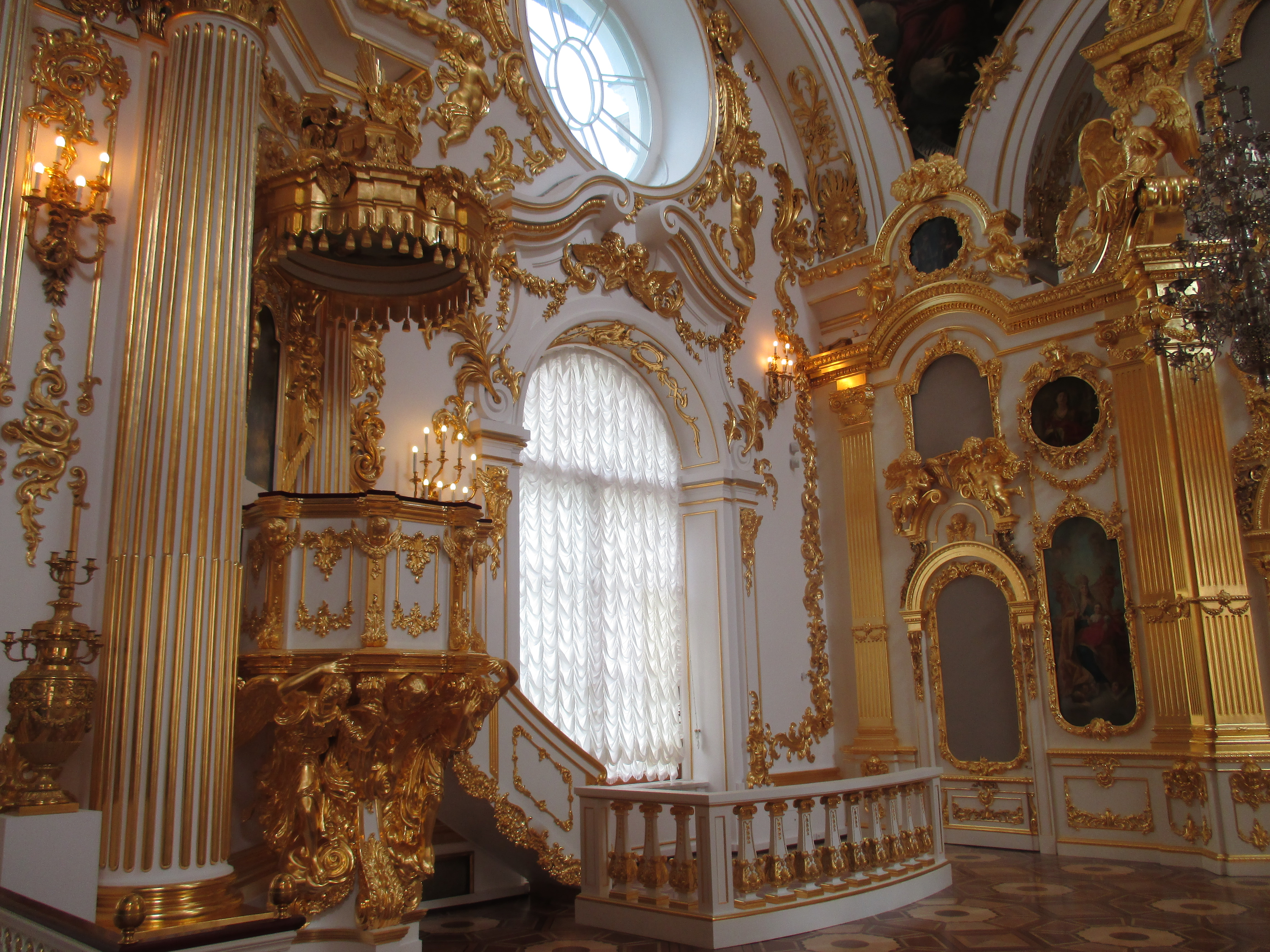
Púlpito tallado por P. Cretana basado en bocetos de Rastrelli
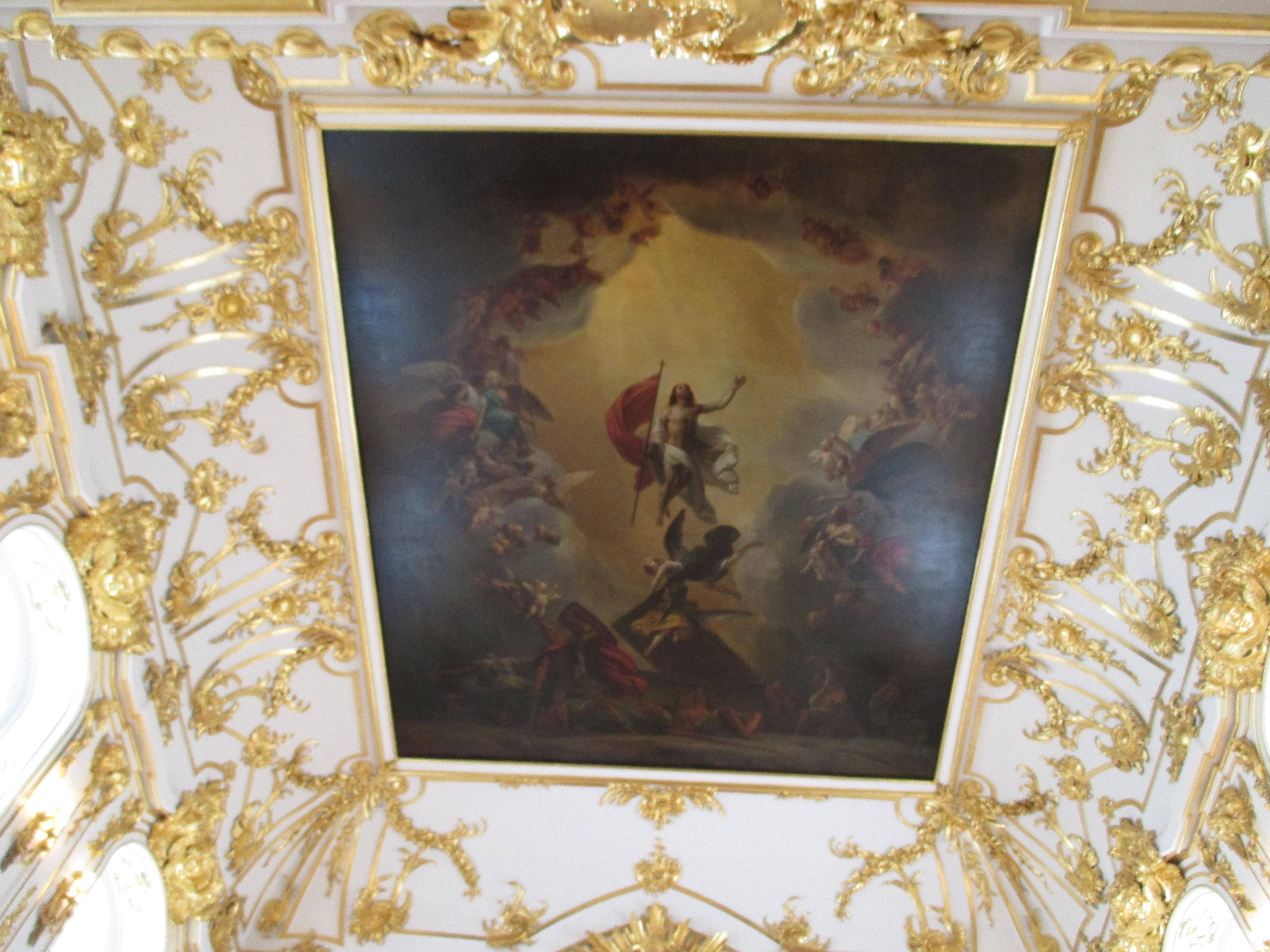
Techo pintado por Peter Basin
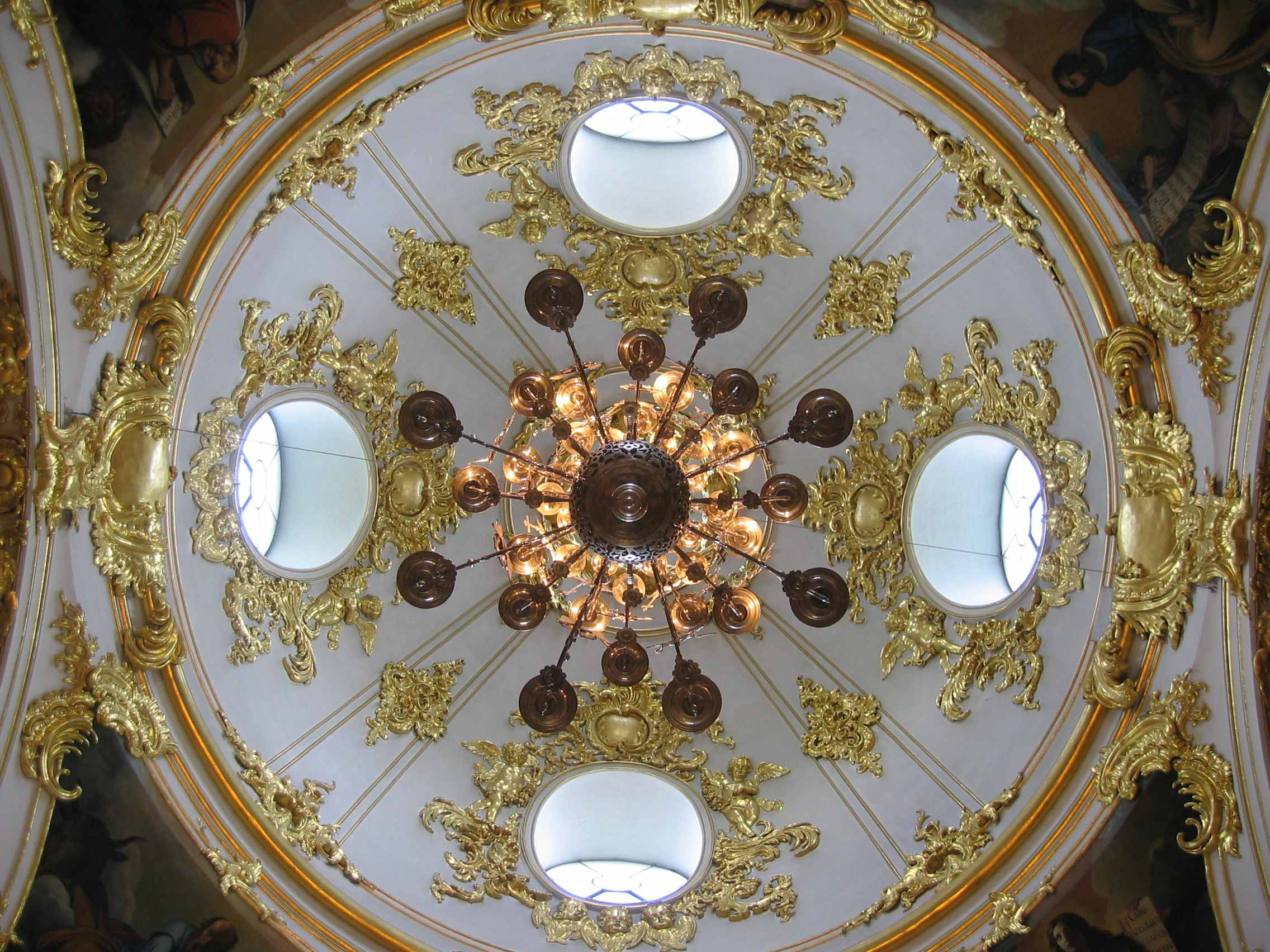
cúpula del templo
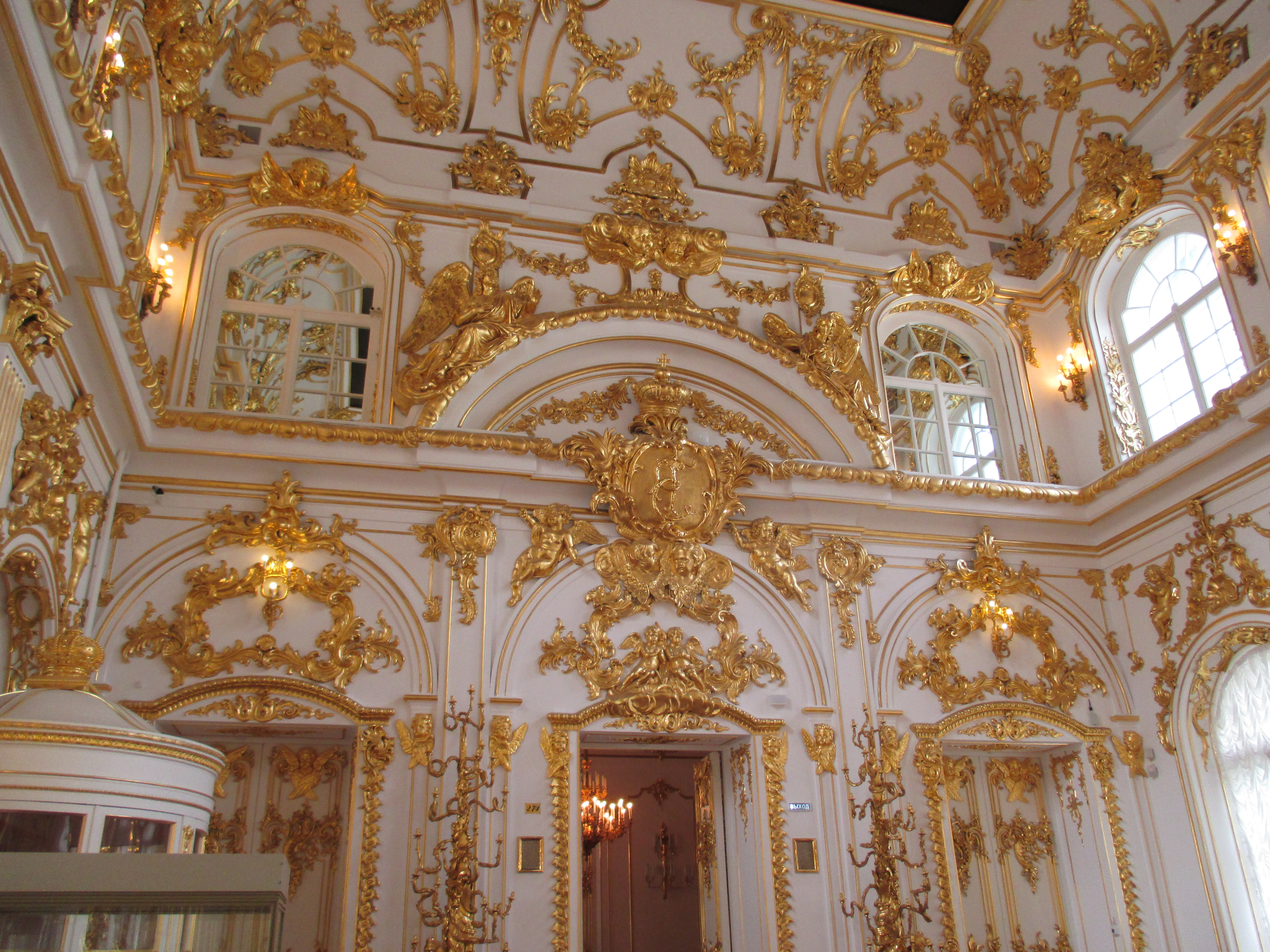
Muro occidental del templo
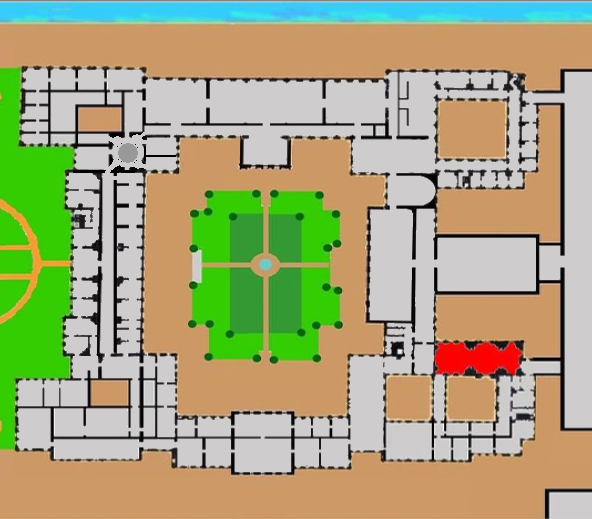
La ubicación de la iglesia en el mapa del palacio.

## Actualidad
En 1991 se formó una comunidad ortodoxa en la iglesia. Aunque la Gran Iglesia del Palacio de Invierno, como objeto de propiedad estatal, nunca ha sido propiedad либо ведении Церкви , algunos miembros de la comunidad insisten en transferir la iglesia a la jurisdicción de los rusos . Iglesia ortodoxa .

## Enlaces
- Iglesia del Salvador de la Sagrada Imagen con la Iglesia de la Presentación del Señor en el Palacio Imperial de Invierno Artículo en la Enciclopedia de San Petersburgo

- Datos: Q4378125
- Multimedia: Hermitage hall 271 - Grand Church of Winter Palace / Q4378125